# Варґентін (кратер)
Варґентін (лат. Wargentin) — кратер на Місяці, біля південно-західного краю видимого боку. Діаметр — 85 км, координати центру — 49°32′ пд. ш. 60°26′ зх. д. / 49.53° пд. ш. 60.44° зх. д.. Дуже незвичний кратер: його заповнює лава, що піднялася до вищого рівня, ніж довкола. З'явився у нектарському періоді.
Назва дана німецьким астрономом Йоганном Шретером на честь шведського астронома і демографа Пера Вільгельма Варгентіна (1717—1783) і затверджена Міжнародним астрономічним союзом у 1935 році.

## Опис кратера
Найближчі сусіди кратера — Інгірамі на заході; величезний кратер  Шіккард на північному сході, кратер  Несміт, що примикає до нього на сході, і великий кратер  Фокілід на південному сході.
Кратер Варґентін примітний тим, що по вінця заповнений морською лавою. Її рівень значно вищий за навколишню місцевість і, таким чином, кратер є плато, що нагадує перевернуту тарілку (порівнюють його і з тонкою голівкою сиру). При заповненні кратера лавою щось блокувало повернення лавових потоків у стан рівноваги і кратер заповнився майже до кромки вала. З плином часу на лавовій рівнині накопичилися світлі породи, викинуті при появі інших кратерів (ймовірно, в основному басейну Моря Східного), і нині альбедо чаші Варгентіна значно вище, ніж у типових базальтових відкладень.
Вал кратера значно поруйнований і поцяткований безліччю дрібних кратерів. Дно чаші кратера порівняно рівне, за винятком декількох невисоких гряд, що виходять із центру кратера, нагадуючи пташину лапу або зміїний язик.
Внаслідок розташування поблизу краю видимого диску Місяця кратер при спостереженнях із Землі здається овальним через перспективні спотворення.

## Супутникові кратери
Ці кратери, розташовані в околицях Варгентіна, названо його ім'ям з доданням великої латинської літери:
| Варгентін | Координати                                                | Діаметр, км |
| --------- | --------------------------------------------------------- | ----------- |
| A         | 47°05′ пд. ш. 59°12′ зх. д. / 47.09° пд. ш. 59.2° зх. д.  | 20,7        |
| B         | 51°20′ пд. ш. 67°44′ зх. д. / 51.34° пд. ш. 67.74° зх. д. | 17,0        |
| C         | 47°25′ пд. ш. 61°20′ зх. д. / 47.42° пд. ш. 61.34° зх. д. | 12,5        |
| D         | 51°02′ пд. ш. 65°18′ зх. д. / 51.03° пд. ш. 65.3° зх. д.  | 16,1        |
| E         | 50°55′ пд. ш. 67°08′ зх. д. / 50.91° пд. ш. 67.14° зх. д. | 16,0        |
| F         | 51°31′ пд. ш. 66°16′ зх. д. / 51.51° пд. ш. 66.26° зх. д. | 19,8        |
| H         | 47°28′ пд. ш. 60°29′ зх. д. / 47.47° пд. ш. 60.48° зх. д. | 9,7         |
| K         | 48°19′ пд. ш. 58°00′ зх. д. / 48.31° пд. ш. 58° зх. д.    | 8,3         |
| L         | 48°07′ пд. ш. 58°22′ зх. д. / 48.12° пд. ш. 58.36° зх. д. | 11,5        |
| M         | 48°03′ пд. ш. 59°05′ зх. д. / 48.05° пд. ш. 59.09° зх. д. | 6,7         |
| P         | 48°43′ пд. ш. 56°44′ зх. д. / 48.72° пд. ш. 56.74° зх. д. | 9,3         |